# Bryophila ravula ereptriculoides
Bryophila ravula ereptriculoides é uma subespécie de insetos lepidópteros, mais especificamente de traças, pertencente à família Noctuidae.
A autoridade científica da subespécie é Boursin, tendo sido descrita no ano de 1952.
Trata-se de uma subespécie presente no território português.